# Sandro Ingolitsch
Sandro Ingolitsch, né le 18 avril 1997 à Schwarzach im Pongau en Autriche, est un footballeur autrichien évoluant au poste d'arrière droit au SC Rheindorf Altach.

## Biographie

### Débuts professionnels
Né à Schwarzach im Pongau en Autriche, Sandro Ingolitsch effectue la majeure partie de sa formation au Red Bull Salzbourg. Avec l'équipe U19, il remporte notamment l'UEFA Youth League lors de l'édition 2016-2017. Il est titulaire et capitaine lors de la finale remportée face au Benfica Lisbonne par deux buts à un.
En juin 2017, il rejoint librement le club du SKN Sankt Pölten.
Il joue son premier match en première division autrichienne le 23 juillet 2017, lors d'un déplacement face au Sturm Graz (défaite 3-2). Il inscrit son premier but dans ce championnat le 14 avril 2018, lors de la réception du LASK. Il ne peut toutefois empêcher la défaite de son équipe (1-3).
Ingolitsch joue son dernier match pour le SKN Sankt Pölten le 4 juillet 2020, face au SC Rheindorf Altach lors de la dernière journée de la saison 2019-2020. Titulaire ce jour-là, il ouvre le score et participe à la victoire de son équipe par deux buts à zéro. Il annonce son départ juste après la rencontre, affirmant qu'il s'agissait de son dernier match avec le SKN Sankt Pölten.

### Sturm Graz
Sandro Ingolitsch s'engage avec le Sturm Graz le 5 août 2020, pour un contrat courant jusqu'en juin 2023. 
Il fait sa première apparition sous ses nouvelles couleurs le 28 août suivant, lors d'une rencontre de coupe d'Autriche contre le SV Innsbruck, où son équipe s'impose largement par huit buts à zéro. En mars 2021, Ingolitsch se blesse gravement au genou, ce qui le tient éloigné des terrains pendants de longs mois, sa saison 2020-2021 est dès lors terminée et il manque une bonne partie de la suivante.
En fin de saison 2022-2023, Ingolitsch est laissé libre en fin de contrat par le Sturm Graz.

### SC Rheindorf Altach
Libre de tout contrat, Sandro Ingolitsch rejoint le camp AMS où s'entrainent ensemble des joueurs sans club pour rester en forme. Le 14 août 2018, en début de saison, Ingolitsch s'engage avec le SC Rheindorf Altach pour un contrat d'un an avec une année supplémentaire en option. Le 3 avril 2024, Ingolitsch prolonge son contrat au club jusqu'en 2026.

### En équipe nationale
Sandro Ingolitsch représente l'équipe d'Autriche des moins de 17 ans pour un total de deux matchs joués, les deux en 2013.
Avec les moins de 19 ans, il participe au championnat d'Europe des moins de 19 ans en 2016. Lors de cette compétition organisée en Allemagne, il doit se contenter du banc des remplaçants. Avec un bilan de deux nuls et une défaite, l'Autriche ne dépasse pas le premier tour du tournoi.
Le 27 mars 2017, Sandro Ingolitsch joue son premier match avec l'équipe d'Autriche espoirs, face aux Pays-Bas. Il est titulaire et son équipe s'impose sur le score de un but à zéro. Par la suite, en juin 2019, il participe au championnat d'Europe espoirs organisé en Italie. Lors de cette compétition, il joue deux matchs en tant que titulaire. Avec un bilan d'une victoire, un nul et une défaite, l'Autriche ne dépasse pas le premier tour du tournoi.

## Palmarès
Red Bull Salzbourg
- UEFA Youth League (1) :
  - Vainqueur : 2016-17.

 Sturm Graz
- Coupe d'Autriche (1) :
  - Vainqueur : 2022-2023.